# L'Abbaye
L'Abbaye là một đô thị ở bang Vaud, Thụy Sĩ. Đô thị này nằm ở huyện la Vallée. Nó lấy tên từ nhà nguyện Lac de Joux, một tu viện Premonstratensia.
Đô thị này nằm ở trung tâm của Valle de Joux trong Jura. Nó bao gồm cả các làng Bioux và du Pont.